# Ceryx puncta
Ceryx puncta là một loài bướm đêm thuộc phân họ Arctiinae, họ Erebidae.